# Homer City
Homer City é um distrito localizado no estado norte-americano de Pensilvânia, no Condado de Indiana.

## Demografia
Segundo o censo norte-americano de 2000, a sua população era de 1844 habitantes.
Em 2006, foi estimada uma população de 1745, um decréscimo de 99 (-5.4%).

## Geografia
De acordo com o United States Census Bureau tem uma área de
1,4 km², dos quais 1,4 km² cobertos por terra e 0,0 km² cobertos por água.

## Localidades na vizinhança
O diagrama seguinte representa as localidades num raio de 12 km ao redor de Homer City.